# Oksana Xatxkò
Oksana Xatxkò (Khmelnitski, Ucraïna, 31 de gener del 1987 - París, 23 de juliol del 2018) fou una artista reconeguda per haver fundat el grup feminista radical Femen juntament amb Anna Hutsol i Aleksandra Shevchenko. Com a refugiada política, residia a París des del 2013.

## Biografia
Oksana Xatxkò nasqué a Khmelnitski el 31 de gener del 1987 en un moment de crisi politicoeconòmica per la caiguda de l'URSS. Els seus pares eren obrers de fàbrica i quan es produí la caiguda del règim soviètic, es van quedar en l'atur. Als dotze anys Oksana començà a pintar frescos per a l'Església ortodoxa. Va expressar el desig d'ingressar en un convent com a monja, però sa mare i la família la convenceren perquè no ho fes. Als catorze anys, rebutjà l'Església ortodoxa i es proclamà atea, considerant que els sacerdots es comportaven com a comerciants i no com a representants de Déu. Continuà pintant per a guanyar-se la vida.
El 2000, entrà en la Universitat lliure de Khmelnytsky per a estudiar filosofia, cosa li produí una forta crisi de consciència. Pel fet que a la Ucraïna postsoviètica es presentaven delictes com a tràfic de dones per a prostituir-les a l'estranger o oferir-les com a núvies en internet, Oksana considerava que les dones eren tractades com a inferiors.

### Fundació de Femen
Oksana Xatxkò, activista contra la segregació de les estudiants, l'explotació i el turisme sexual a Ucraïna, el 2008 fundà el grup feminista radical Femen, Anna Hutsol i Aleksandra Shevchenko. El 24 d'agost del 2009 fou la primera component del grup que es va desfer del sostenidor (fins llavors utilitzaven bikinis o es tapaven els mugrons amb cinta adhesiva) durant una manifestació a la ciutat de Kíiv pel Dia de la Independència d'Ucraïna:
| « | Vaig ser jo qui primer protestà en toples amb les mamelles pintades. Fou només un experiment, però després ens adonàrem de com n'era, de poderós. | » |

### Protesta per falta de banys públics
L'octubre del 2010, es baixà els pantalons enfront d'un bany públic per a protestar per les deficiències i escassetat d'aquest servei. Repetí l'acció amb altres tres activistes al febrer del 2011, davant l'estació de tren de Kíiv-Passazhirski.

### LlibreFemen
A la primeria dels anys 2010 col·laborà amb l'escriptora francesa Galia Ackerman en l'obra Femen, publicada el 2013.
| « | Als quinze anys, vaig deixar mos pares per a dedicar-me a pintar icones. Hui continue pintant-les, però per viure. Estic orgullosa del que faig pel bé de la meua ànima i consciència, pel meu desenvolupament personal i, per descomptat, del meu treball com a activista de Femen. | » |

A principis del 2016 abandonà el grup per a dedicar-se totalment a la pintura, i creava icones a la manera tradicional, però hi introduïa detalls transgressors, per a confrontar el dogma religiós amb missatges feministes, polítics o humanitaris.

### Suïcidi
El 21 de juliol del 2018, Oksana Xatxkò feu la darrera publicació en una xarxa social: you are fake ('ets fals') sobre un fons blanc.
L'endemà passat, el 23 de juliol, Oksana se suïcidà en la seua casa parisenca.
La mort va ser confirmada als mitjans ucraïnesos per les altres fundadores de Femen, Inna Shevchenko i Anna Hutsol.
El motiu del suïcidi encara es desconeix; segons el diari rus Moskovski Komsomolets, l'activista ja havia intentat llevar-se la vida dues vegades en els darrers dos anys. Segons uns amics, no en sabien res d'ella durant uns dies i per això tiraren avall la porta de l'apartament i la van trobar morta. La policia va informar que hi deixà una carta; el contingut, però, encara se'n desconeix.

## Exposicions
- Oksana Xatxkò, Evor, Niyaz Najafov, Brigitte Cornand, Virgile Fraisse, Ekaterina Vasilyeva, Jean-Luc Blanc, Elizaveta Konovalova, Anne Deguelle, Anne Kreis. 8+/-2. Galerie Mansart. París. Fins al 31 de gener de 2016.[16]
- Oksana Xatxkò. Iconoclaste. Galerie Mansart. París. Del 12 de maig al 19 de juny de 2016.[17]

| « | El meu passat en Femen m'ha repercutit totalment en la pintura i les idees. Crec fermament que podem influir en la societat. Açò és la continuació del meu activisme, però de manera nova. Continue acusant la religió que dona a les dones una mala imatge d'obediència. | » |

## Filmografia
- Nos seins, nos armes (2013.), dirigida per Caroline Fourest i Nadia El Fani.[19]
- Everyday Rebellion (2013), dirigida per Arash T. Riahi, Armen T. Riahi.
- Ukraine Is Not a Brothel (2013), dirigida per Kitty Green.
- Je suis FEMEN (2014), documental dirigit per Alain Margot, que va protagonitzar amb Anna Hutsol, Aleksandra i Inna Shevchenko.[20]